# Анна Бернс
Анна Бернс (англ. Anna Burns; 7 березня 1962 , Белфаст ) — північноірландська письменниця, лавреатка Букерівської премії 2018 року.

## Біографія
Народилася 1962 року в Белфасті. Виросла в католицькому окрузі робітничого класу в Ардойні. 1987 року переїхала до Лондона. 2001 року опублікувала свій перший роман «No Bones», що описує життя дівчини, яка росте в Белфасті під час конфлікту в Північній Ірландії. З 2014 році, після публікації її останньої новели «Mostly Hero», живе в Східному Сассексі, на південь від Лондона.
17 жовтня 2018 року стала лауреаткою Букерівської премії за роман «Milkman» (укр. «Молочник»), що описує моральні дилеми молодої дівчини, що живе під час конфлікту в Північній Ірландії в 1970-х. Крім нагороди, письменниця отримала приз у розмірі 50 тисяч доларів (майже 66 тисяч фунтів). Після церемонії Бернс повідомила, що публікація твору в США почнеться 11 грудня 2018 року.

## Нагороди
- 2018 — Букерівська премія, перемога (Milkman)[4]
- 2002 — Жіноча літературна премія Бейліз, шорт-лист (No Bones)[5]
- 2001 — Меморіальна премія Вініфред Голтбі[en], перемога (No Bones)